# Арсинойтерии
Арсинойтерии (лат. Arsinoitherium) — род копытных из вымершего отряда эмбритоподов. Самые поздние и крупные представители отряда. Эти звери жили в эоцене — олигоцене (41,2—23,03 млн лет назад) на территории Северной Африки и Аравийского полуострова. Известно 3 вида.

## Внешний вид и строение
Первый из описанных видов Arsinoitherium zitteli достигал 1,75 метров в высоту и 3 метра в длину. Остатки особи другого вида, Arsinoitherium giganteus, были обнаружены в отложениях Эфиопского нагорья в 2003 году. Ископаемые зубы этого вида гораздо больше, чем у А. zitteli, датируются возрастом примерно 28—27 млн лет. Рост представителей крупнейшего вида до 2,1 м в холке. Они отдалённо напоминали современных носорогов. Характерными чертами арсийнотериев были крупные, массивные рога, образованные носовыми костями, и пара мелких выростов лобной кости.

## Образ жизни
Эти малоподвижные звери держались по болотистым местам в зарослях мангровых деревьев. Строение зубов указывает на раннюю стадию приспособления к питанию жёсткой растительной пищей.

## Классификации
По данным сайта Paleobiology Database, на ноябрь 2020 года в род включают 3 вымерших видов:
- Arsinoitherium giganteum Sanders, Kappelman & Rasmussen, 2004
- Arsinoitherium zitteli Beadnell, 1902 [syn. Arsinoitherium andrewsi Lankester, 1903,  Arsinoitherium andrewsii Lankester, 1903]